# Wielersport op de Olympische Zomerspelen 2012 – BMX vrouwen
Het wieleronderdeel BMX'en voor vrouwen op de Olympische Zomerspelen van 2012 vond plaats op 8 en 10 augustus in het London Velopark te Londen, Groot-Brittannië.

## Format
Eerst rijden alle deelnemers een run op het parcours en proberen daarbij de snelste tijd te klokken. Op basis van deze kwalificatie tijd worden de kwartfinale heats ingedeeld. In de halve finale gaan alle acht de renners tegen elkaar racen in drie runs. De winnaar van een run krijgt één punt, de verliezer krijgt er acht. Na drie runs kwalificeren de nummers één, twee, drie en vier van de groep zich. In de finale rijden de acht gekwalificeerde deelnemers een run tegen elkaar, de volgorde waarin men over de finish komt is ook de uitslag van de wedstrijd.

## Uitslagen

### Kwalificatie
| Rang | Naam                  | Land | Tijd   | Opmerking |
| ---- | --------------------- | ---- | ------ | --------- |
| 1    | Caroline Buchanan     | AUS  | 38.434 |           |
| 2    | Sarah Walker          | NZL  | 38.644 |           |
| 3    | Mariana Pajón         | COL  | 38.787 |           |
| 4    | Laëtitia Le Corguillé | FRA  | 38.976 |           |
| 5    | Shanaze Reade         | GBR  | 39.368 |           |
| 6    | Laura Smulders        | NED  | 39.420 |           |
| 7    | Magalie Pottier       | FRA  | 39.778 |           |
| 8    | Alise Post            | USA  | 39.890 |           |
| 9    | Lauren Reynolds       | AUS  | 40.045 |           |
| 10   | Aneta Hladíková       | CZE  | 40.846 |           |
| 11   | Romana Labounková     | CZE  | 41.096 |           |
| 12   | Stefany Hernandez     | VEN  | 41.253 |           |
| 13   | Sandra Aleksejeva     | LAT  | 41.752 |           |
| 14   | Vilma Rimšaitė        | LTU  | 42.162 |           |
| 15   | Squel Stein           | BRA  | 42.995 |           |
|      | Brooke Crain          | USA  | DNF    |           |

### Halve finales

#### Heat 1
| Rang | Naam                  | Land |              | Run 1        | Run 2      | Run 3      |   | Totaal | Opmerkingen |
| ---- | --------------------- | ---- | ------------ | ------------ | ---------- | ---------- | - | ------ | ----------- |
| 1    | Caroline Buchanan     | AUS  |              | 38.276 (1)   | 40.296 (2) | 38.482 (1) |   | 4      | Q           |
| 2    | Shanaze Reade         | GBR  | 39.029 (2)   | 38.858 (1)   | 38.634 (2) | 5          | Q |        |             |
| 3    | Brooke Crain          | USA  | 40.668 (5)   | 41.029 (4)   | 40.099 (5) | 14         | Q |        |             |
| 4    | Laëtitia Le Corguillé | FRA  | 39.902 (4)   | 1:20.324 (8) | 38.759 (3) | 15         | Q |        |             |
| 5    | Stefany Hernandez     | VEN  | 1:12.935 (8) | 40.513 (3)   | 39.466 (4) | 15         |   |        |             |
| 6    | Alise Post            | USA  | 39.495 (3)   | 51.752 (7)   | DNF (8)    | 18         |   |        |             |
| 7    | Sandra Aleksejeva     | LAT  | 42.030 (7)   | 43.159 (6)   | 42.855 (6) | 19         |   |        |             |
| 8    | Lauren Reynolds       | AUS  | 41.103 (6)   | 41.441 (5)   | DNF (8)    | 19         |   |        |             |

#### Heat 2
| Rang | Naam              | Land |            | Run 1      | Run 2      | Run 3      |   | Totaal | Opmerkingen |
| ---- | ----------------- | ---- | ---------- | ---------- | ---------- | ---------- | - | ------ | ----------- |
| 1    | Mariana Pajón     | COL  |            | 38.759 (1) | 38.749 (1) | 38.845 (1) |   | 3      | Q           |
| 2    | Magalie Pottier   | FRA  | 39.342 (2) | 38.828 (2) | 39.048 (2) | 6          | Q |        |             |
| 3    | Laura Smulders    | NED  | 39.886 (4) | 39.175 (3) | 39.660 (4) | 11         | Q |        |             |
| 4    | Sarah Walker      | NZL  | 39.905 (5) | 39.348 (4) | 39.344 (3) | 12         | Q |        |             |
| 5    | Aneta Hladíková   | CZE  | 39.728 (3) | 40.393 (6) | 43.752 (7) | 16         |   |        |             |
| 6    | Romana Labounková | CZE  | 40.624 (6) | 39.883 (5) | 40.777 (6) | 17         |   |        |             |
| 7    | Vilma Rimšaitė    | LTU  | 41.789 (7) | 40.897 (7) | 40.400 (5) | 19         |   |        |             |
| 8    | Squel Stein       | BRA  | DNF (8)    | DNS (10)   | DNS (10)   | 28         |   |        |             |

### Finale
| Rang   | Naam                  | Land | Tijd   | Opmerking |
| ------ | --------------------- | ---- | ------ | --------- |
| Goud   | Mariana Pajón         | COL  | 37.706 |           |
| Zilver | Sarah Walker          | NZL  | 38.133 |           |
| Brons  | Laura Smulders        | NED  | 38.231 |           |
| 4      | Laëtitia Le Corguillé | FRA  | 38.476 |           |
| 5      | Caroline Buchanan     | AUS  | 38.903 |           |
| 6      | Shanaze Reade         | GBR  | 39.247 |           |
| 7      | Magalie Pottier       | FRA  | 39.395 |           |
| 8      | Brooke Crain          | USA  | 40.286 |           |